# Journal of Urban Economics
Das Journal of Urban Economics ist eine wirtschaftswissenschaftliche Fachzeitschrift mit dem Themenfeld Stadtökonomik als Schwerpunkt, die durch den niederländischen Verlag Elsevier in zwei Bänden mit insgesamt sechs Ausgaben pro Jahr auf Englisch herausgegeben wird.

## Geschichte
Das Journal of Urban Economics wurde erstmals 1974 mit Edwin Mills als Chefredakteur durch North-Holland Publishing Co. herausgebracht. Ziel der Gründung der Zeitschrift war es die erste wissenschaftliche Fachzeitschrift für Stadtökonomik in den Vereinigten Staaten zu publizieren. Zunächst erschien die Zeitschrift mit einem Band à vier Ausgaben jährlich. 1982 wechselte man auf zwei Bänden mit jeweils drei Ausgaben jährlich. Zu den Chefredakteuren des Journal of Urban Economics zählten neben Mills, Rosenthal und Strange ebenfalls bekannte Ökonomen wie Jan Brueckner.

## Inhalte
Das Journal of Urban Economics publiziert Forschungsartikel zum Themengebiet der Stadtökonomik, wobei sich die Abgrenzung dieses Themengebiets zu anderen ökonomischen Forschungsfeldern breit gestaltet. Das Journal of Urban Economics heißt sowohl theoretische als auch empirische, positive sowie normative Beiträge willkommen. Obgleich das Journal of Urban Economics keinem multidisziplinären Ansatz folgt, werden ebenfalls Artikel von Nicht-Ökonomen publiziert, wenn diese für die Wirtschaftswissenschaften relevant sind und den Ansprüchen der Zeitschrift gerecht werden. Kurzartikel werden ebenfalls herausgegeben, wenn sie sich inhaltlich im Themenkreis der Zeitschrift befinden und neue Informationen, Kommentare bestehender Arbeit oder Vorschläge mit Theoriebezug enthalten.

## Redaktion
Chefredakteure des Journal of Urban Economics sind zurzeit Stuart Rosenthal (Syracuse University) und William Strange (University of Toronto). In ihren Aufgaben werden diese durch sechs Co-Redakteure Nathaniel Baum-Snow, Gilles Duranton, Edward Glaeser, Vernon Henderson, David B. Neumark und Matthew Turner unterstützt. Hinzu kommen als Assistentin Kelly Bogart sowie einen 41-köpfiger Redaktionsrat.

## Rezeption
In einer Studie von Kalaitzidakis et al. (2003) belegte das Journal of Urban Economics Platz 46 von 159 ausgewerteten Publikationen, konnte sich jedoch in einer aktualisierten Studie von Kalaitzidakis et al. (2011) auf Platz 34 von 209 verglichenen Publikationen steigern. Im wirtschaftswissenschaftlichen Publikationsranking des Tinbergen-Instituts an der Universität Amsterdam wird das Journal of Urban Economics in der Kategorie A („sehr gute allgemeine wirtschaftswissenschaftliche Fachzeitschriften und Spitzenzeitschriften im jeweiligen Fachgebiet“) geführt. Eine weitere Studie der französischen Ökonomen Pierre-Phillippe Combes und Laurent Linnemer listet das Journal mit Rang 29 von 600 wirtschaftswissenschaftlichen Zeitschriften in die drittbeste Kategorie A ein.